# Hylodidae
Los hilódidos (Hylodidae) son una familia de anfibios anuros compuesta por 3 géneros y 46 especies con distribución en el norte de Argentina y en Brasil.

## Lista de géneros
Se reconocen los siguientes según ASW:
- Crossodactylus Duméril & Bibron, 1841  (14 sp.)
- Hylodes Fitzinger, 1826 (tipo nomenclatural) (25 sp.)
- Megaelosia Miranda Ribeiro, 1923 (7 sp.)